# Doba
Doba es una ciudad del sur de Chad. Con 49 647 habitantes según los datos del censo de 2009 la convierte en la séptima ciudad de Chad por población.
Doba es la capital de la región de Logone Oriental y del departamento de Pendé.  Actualmente es el principal centro de explotación de petróleo en el sur de Chad sin mejoría de la calidad de vida de la población.